# Коронник
Коронник (Basileuterus) — рід горобцеподібних птахів родини піснярових (Parulidae). Представники цього роду мешкають в Центральній і Південній Америці.

## Опис
Більшість коронників мають середню довжину 12,5-15 см. Верхня частина тіла в них оливкова або сіра, а нижня частина тіла жовта. Представники цього роду мають помітні смужки на тімені, скронях, або над очима, які схожі на брови або на вінець.

## Види
Виділяють дванадцять видів:
- Коронник малий, Basileuterus culicivorus
- Коронник трисмугий, Basileuterus trifasciatus
- Коронник рудоголовий, Basileuterus rufifrons
- Коронник золотобровий, Basileuterus belli
- Коронник чорнощокий, Basileuterus melanogenys
- Коронник панамський, Basileuterus ignotus
- Коронник смугастоголовий, Basileuterus tristriatus
- Коронник коста-риканський, Basileuterus melanotis[5][6][7]
- Коронник такаркунський, Basileuterus tacarcunae[5][6][7]
- Коронник юнгаський, Basileuterus punctipectus[5][6][7]
- Пісняр-віялохвіст, Basileuterus lachrymosus
- Basileuterus delattrii

За результатами молекулярно-філогенетичного дослідження низку видів, яку раніше відносили до роду Коронник перевели до відновленого роду Myiothlypis Cabanis, 1850.

## Етимологія
Наукова назва роду Basileuterus походить від дав.-гр. βασιλευτερος — більш королівський.